# Olexander Streltsov
Olexander Streltsov (* 7. März 1975 in Saporischschja, Ukraine) ist ein ehemaliger Bobsportler, der für die Ukraine, die Schweiz und Südkorea startete.

## Werdegang
Streltsov begann 2001 mit dem Bobsport und nahm für die Ukraine an den Olympischen Winterspielen 2002 teil, wo er im Zweier  Platz 34 erreichte. 2004 wechselte er in die Schweiz. Seinen größten Erfolg schaffte er bei der Bob-Europameisterschaft 2008. Als Anschieber von Martin Galliker gewann er die Silbermedaille im Vierer. Im November 2008 wurde er für ein Jahr wegen mehrfacher Verstöße gegen die Meldeauflagen gemäß den Anti-Doping-Richtlinien gesperrt. Nach seiner Sperre startete er 2009/10 im Bob für Südkorea.